# Sei Dua Hulu
Sei Dua Hulu is een bestuurslaag in het regentschap Asahan van de provincie Noord-Sumatra, Indonesië. Sei Dua Hulu telt 4933 inwoners (volkstelling 2010).